# Le Pouzin
Le Pouzin är en kommun i departementet Ardèche i regionen Auvergne-Rhône-Alpes i sydöstra Frankrike. Kommunen ligger  i kantonen Chomérac som ligger i arrondissementet Privas. År 2022 hade Le Pouzin 2 893 invånare.

## Befolkningsutveckling
Antalet invånare i kommunen Le Pouzin
Referens: INSEE